# Sân bay quốc tế Viên
Sân bay quốc tế Viên (IATA: VIE, ICAO: LOWW) (tiếng Đức: Flughafen Wien), là một sân bay toạ lạc ở Schwechat và có cự ly 18 km về phía đông bắc trung tâm thủ đô Viên, Áo. Đây là sân bay tấp nập nhất nước Áo. Sân bay này thường được gọi là Schwechat, tên thị xã gần đó. Sân bay này có thể phục vụ các máy bay thân rộng như Boeing 747 và Airbus A340. Đây là trung tâm của hãng Austrian Airlines và các công ty con của hãng này, cũng như của hãng hàng không giá rẻ Niki.
Năm 2009, sân bay này đã phục vụ 18.114.103 lượt hành khách, 8,3% so với năm 2008.
Ban đầu được xây để làm sân bay quân sự năm 1938, sân bay bị quân Anh chiếm năm 1945. Năm 1954, Betriebsgesellschaft được thành lập, sân bay này đã thay thế Aspern làm sân bay chính của Viên (và của Áo). Lúc đó chỉ có một đường băng, năm 1959 được kéo dài 3000 mét. Nhà ga được bắt đầu xây năm 1960. Năm 1972, một đường băng nữa được xây dựng.